# Brno-Židenice (część miasta)
Brno-Židenice – jedna z 29 części miasta Brna. Znajduje się na lewym brzegu Svitavy.